# Barcin (gmina)
Barcin est une gmina mixte du powiat de Żnin, Cujavie-Poméranie, dans le centre-nord de la Pologne. Son siège est la ville de Barcin, qui se situe environ 17 km à l'est de Żnin et 30 km au sud de Bydgoszcz.
La gmina couvre une superficie de 121,08 km2 pour une population de 14 791 habitants.

## Géographie
La gmina est bordée par les gminy de Dąbrowa, Mogilno, Rogowo, Żnin County et Żnin.